# Listă de rachiuri românești
Aceasta este o listă în ordine alfabetică de rachiuri tradiționale românești, clasificate în baza materiei prime din care sunt produse. Majoritatea dintre ele au denumiri de origine protejată.

## Rachiu de drojdie
- Rachiu de Apold
- Rachiu de Bihor
- Rachiu de Huși
- Rachiu de Iași
- Rachiu de Jidvei
- Rachiu de Mangalia
- Rachiu de Ostrov
- Rachiu de Silvana
- Rachiu de Valu lui Traian

## Rachiu de fructe
- Rachiu de Buzău
- Rachiu de Cîlnău
- Rachiu de Dragosloveni
- Rachiu de Focșani
- Rachiu de Jariștea
- Rachiu de Vrancea
- Voinicu Voinești

### Pălincă
- Pălincă de Ardeal
- Pălincă de Bihor
- Pălincă de Câmârzana
- Pălincă de Cîlnău
- Pălincă de Cluj
- Pălincă de Maramureș
- Pălincă de Medieșu Aurit
- Pălincă de Oaș
- Pălincă de Valea Vinului
- Pălincă de Zalău
- Pălincă de Chechiș Maramureș

### Rachiu de caise
- Rachiu de Bihor
- Rachiu de Brabova
- Rachiu de Cîrcea
- Rachiu de Cluj
- Rachiu de Dăbuleni
- Rachiu de Făclia
- Rachiu de Ostrov
- Rachiu de Țâmburești

### Rachiu de cireșe
- Rachiu de Bihor
- Rachiu de Brădești
- Rachiu de Circea
- Rachiu de Cotnari
- Rachiu de Goiești
- Rachiu de Simnic

### Rachiu de gutui
- Rachiu de Cluj
- Rachiu de gutui 20 ani Vinia Iasi

### Rachiu de mere
- Rachiu de Apold
- Rachiu de Bihor
- Rachiu de Brabova
- Rachiu de Cluj
- Rachiu de Cîrcea
- Rachiu de Cucea
- Rachiu de Dâmbovița Nouă
- Rachiu de Dealu Mare
- Rachiu de Drosia
- Rachiu de Dunăreni
- Rachiu de Goiești
- Rachiu de Jidvei
- Rachiu de Mangalia
- Rachiu de Terpezia
- Rachiu de Porolissum
- Rachiu de Mediaș
- Rachiu de Chechiș Maramureș

### Rachiu de pere
- Rachiu de Bihor
- Rachiu de Cîrcea
- Rachiu de Cluj
- Rachiu de Dealu Mare
- Rachiu de Goiești
- Rachiu de Mediaș
- Rachiu de Porolissum
- Rachiu de Varvor

### Rachiu de piersici
- Rachiu de Bihor
- Rachiu de Cîrcea
- Rachiu de Cluj
- Rachiu de Dăbuleni
- Rachiu de Mangalia
- Rachiu de Ostrov
- Rachiu de Piscu Sadovei
- Rachiu de Țâmburești
- Rachiu de Valu lui Traian

### Rachiu de vișine
- Rachiu de Brabova
- Rachiu de Calafat
- Rachiu de Cîrcea
- Rachiu de Goiești
- Rachiu de Bucium

## Rachiu de tescovină
- Rachiu de Apold
- Rachiu de Bihor
- Rachiu de Focșani
- Rachiu de Jidvei
- Rachiu de Tulcea
- Rachiu de Vrancea

## Rachiu de vin
- Rachiu de Alba Iulia
- Rachiu de Bihor
- Rachiu de Buzău
- Rachiu de Huși
- Rachiu de Iași
- Rachiu de Jidvei
- Rachiu de Ostrov
- Rachiu de Teremia Mare

### Vinars
- Vinars Banu Mărăcine
- Vinars Brancoveanu
- Vinars Carpatin
- Vinars Diosig
- Vinars Dragosloveni
- Vinars Focșani
- Vinars Huși
- Vinars Iași
- Vinars Jariștea
- Vinars Măderat
- Vinars Murfatlar
- Vinars Napoca
- Vinars Pietroasa
- Vinars Sanislau
- Vinars Sebeș
- Vinars Segarcea
- Vinars Ștefănești
- Vinars Târnave
- Vinars Vaslui
- Vinars Vrancea
- Vinars Jidvei